# Сафонова, Марианна Николаевна
Марианна Николаевна Сафонова (27 марта 1924; Ленинград, РСФСР, СССР — 1 марта 2021; Вашингтон, США) — советская актриса театра и кино.

## Биография
Родилась 27 марта 1924 года в Ленинграде, в полноценной семье. Мать являлась домохозяйкой, отец работал инженером по холодной обработке на заводе.
Во времена Великой Отечественной войны, в 1941 году Сафонова вместе с родителями была эвакуирована в Свердловск. После окончания школы поступила в Свердловский горный институт. Параллельно с институтом стала учиться в Свердловской школе киноактёра. У Сафоновой с детства был талант в пении и именно по этой причине Сафонова отправилась в Ленинград, где поступила в студию Ленинградского театра музыкальной комедии, пройдя конкурсные испытания. По завершении учёбы была туда принята в труппу. По приглашению в 1952 года Евгения Товстоногова, Сафонова перевелась из музкомедии в труппу Ленинградского театра имени Ленинского комсомола, где проработала 11 лет.
Позже перешла на эстраду, прорабатала в штате Ленконцерта более 20 лет. Объездила весь СССР с концертами, читая стихи, также выступала с музыкальным исполнением, пела песни  Василия Павловича Соловьёва–Седого. С 1949 года стала сниматься в кино.
В 1990-х годах по приглашению друзей улетела в США по работе, где и осталась трудиться. Там обзавелась семьёй и сменила место жительство на постоянное.
Ушла из жизни 1 марта 2021 года в США города Вашингтон. Урна с прахом вывезена и захоронена в России, в могиле мужа, в посёлке Комарово под Санкт-Петербургом.

### Личная жизнь
Была замужем за художником театра и кино Семёном Соломоновичем Манделем. У них родилась дочь Алиса.

## Фильмография
- 1949 — Академик Иван Павлов — Серафима Васильевна
- 1956 — Пять дней (короткометражный)
- 1956 — Тайна вещества (документальный) — Мария Кюри
- 1960 — Дама с собачкой — жена Фролова
- 1963 — Мандат — Анфиса Сергеевна
- 1976 — Житейское дело (киноальманах; второй фильм)
- 1978 — Стратегия риска — Клавдия Ивановна
- 1979 — Активная зона (фильм)
- 1979 — Выстрел в спину (фильм)

## Оценочные мнения
Киновед Алексей Тремасов рассказал о том, что у Сафоновой были прекрасные вокальные данные и драматические таланты, артистка обладала эффектной внешностью, благодаря которой ярко проявляла себя на сцене.
Киновед поведал, что Сафонова вела активный образ жизни, ежедневно делала себе массаж, совершала прогулки, выезжала с дочерью на океанское побережье, тщательно следила за собой.
Любила слушать радио, интересоваться всеми происходящими в России событиями.